# Göd
Göd är en stad i Ungern med 19 871 invånare (2019).

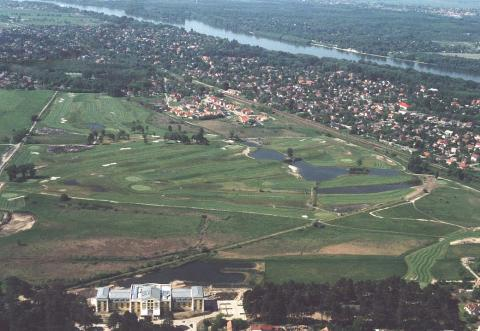
Flygbild över Göd och Donau.